# Тенсфелд
Тенсфелд (њем. Tensfeld) општина је у њемачкој савезној држави Шлезвиг-Холштајн. Једно је од 95 општинских средишта округа Зегеберг. Према процјени из 2010. у општини је живјело 717 становника. Посједује регионалну шифру (AGS) 1060087.

## Географски и демографски подаци
Тенсфелд се налази у савезној држави Шлезвиг-Холштајн у округу Зегеберг. Општина се налази на надморској висини од 40 метара. Површина општине износи 7,6 km². У самом мјесту је, према процјени из 2010. године, живјело 717 становника. Просјечна густина становништва износи 94 становника/km².